# Aversietherapie
Aversietherapie is een bekende gedragstherapeutische techniek, die vooral gebruikt wordt bij het behandelen van afwijkende impulsen die de patiënt bevrediging geven.

## Uitvoering
Zo is bijvoorbeeld de aversietherapie bij alcoholisme mogelijk. Bij deze therapie geeft men de alcoholist alcohol te drinken waaraan chemische stoffen zijn toegevoegd. Deze chemische stoffen brengen een onvoorwaardelijke reflex teweeg daar deze ongesteldheid oproepen als ze in de maag belanden. Op die manier brengt men conditionering teweeg die inhoudt dat de patiënt naderhand sterkedrank begint te verafschuwen. Hij krijgt een aanval van ongesteldheid bij het proeven, ruiken of zien alleen al ervan.
Het komt er dus neer op een afwendingsreactie of aversie te leren ten opzichte van iets dat voordien bevrediging schonk.

## Gerelateerde onderwerpen
- Voorwaardelijke prikkel
- Voorwaardelijke reflex
- Klassieke conditionering
- Behaviorisme
- Psychologie